# Jean Charles Naber

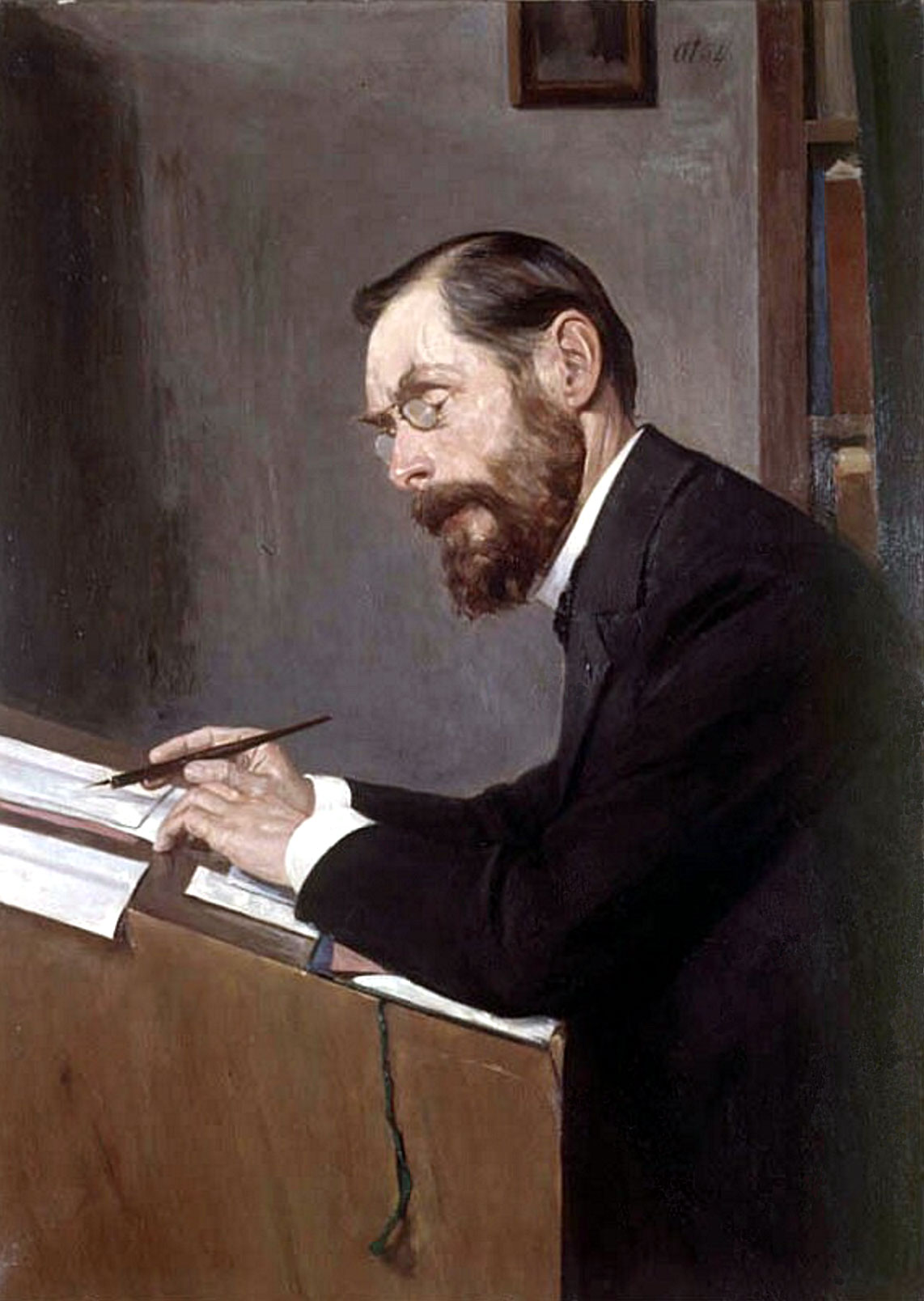
Jean Charles Naber

Jean Charles Naber (* 11. März 1858 in Haarlem; † 14. Februar 1950 in Utrecht) war ein niederländischer Rechtswissenschaftler.

## Leben
Jean Charles war der Sohn des Amsterdamer Professors Samuel Adrianus Naber (* 16. Juli 1828 in Den Haag; † 30. Mai 1913 Amsterdam) und dessen am 4. Juli 1855 in Den Haag geheirateten Frau Anna Elizabeth L'Honoré (* 12. Juli 1830 in Den Haag; † 9. April 1915 Amsterdam). Angeregt von seinem Vater, beschäftigte er sich seit seinem sechsten Lebensjahr mit der lateinischen Sprache. Nachdem er vier Jahre lang die höhere Bürgerschule in Amsterdam besucht hatte, wechselte er 1873 an das dortige Gymnasium. 1875 ließ er sich als Student am Athenaeum Illustre Amsterdam einschreiben, wechselte am 5. Februar 1876 an die Universität Utrecht und wurde 1881 Student der Universität von Amsterdam. Anfänglich hatte er sich noch dem Studium der klassischen Sprachen gewidmet, schwenkte dann aber zum Studium der Rechtswissenschaften über. Während jener Zeit entwickelte er ein Interesse für die Geschichte des goldenen Zeitalters seines Heimatlandes. Dies reflektierte sich auch in seiner am 25. Juni 1882 Cum laude verteidigten juristischen Promotionsarbeit De staatkunde van Johan de Witt (deutsch: Die Politik des Johan de Witt). Danach wirkte er kurze Zeit als Geschichtslehrer und wurde Dozent für römisches Recht in Amsterdam.
Am 6. Mai 1885 erhielt er eine Berufung als Professor für römisches Recht an die Universität Utrecht, welche Aufgabe er mit der am 21. September 1885 gehaltenen Einführungsrede De vormende kracht van het Romeinsche recht (deutsch: Über die prägende Kraft des römischen Rechts) antrat. 1888 übernahm Naber zudem den Lehrauftrag für römische Rechtsgeschichte, welchen Aufgaben er bis zu seiner am 1. November 1927 erfolgten Emeritierung ausübte. Er hatte einen großen Anteil von, vornehmlich lateinisch verfassten, Artikeln in den Fachzeitschriften Weekblad voor het notariaaten het Rechtsgeleerd Magazijn, Mnemosyne und Rivista di storia del diritto Romano publiziert. Dies brachte ihm auch Anerkennung über die Landesgrenzen hinaus ein. So wurde er 1927 zum Ehrendoktor der Sorbonne in Paris und 1937 Ehrendoktor der Universität von Athen. Man wählte ihn 1922 zum Rektor der Alma Mater, wozu er 1923 die Rektoratsrede De iure et consuetudine (deutsch: Das Recht und die Sitte) hielt. 1906 wurde er Mitglied der königlich niederländischen Akademie der Wissenschaften und man ernannte ihn zum Ritter des Ordens vom niederländischen Löwen.
Naber verheiratete sich am 11. Juli 1912 in Utrecht mit Friederika Augusta Selma Maria van der Osten (* 1863 in Schönebeck; † 16. April 1922 in Utrecht), die Tochter des Ferdinand von der Osten und der Emilia Riemer. Die Ehe blieb kinderlos.

## Werke (Auswahl)
- De staatkunde van Johan de Witt. Utrecht 1882
- Calvinist of Libertijnsch?  (1572–1631). Utrecht 1884
- De vormende kracht van het Romeinsche recht. Utrecht 1885
- Johan de Witt en zijne jongste geschiedschrijver. Amsterdam 1888
- Verzameling overdrukjes van tijdschriftartikelen, voorn. handelende over Romeinsch recht. 1888–1938
- De verhouding van het Romeinsche recht tot het hedendaagsche. Utrecht 1889
- Beginselen van grondboekwetgeving. Utrecht 1892
- Over de lex latina tabulae bantinae. 1909
- De jure et consuetudine. Utrecht 1923
- Opusculorum index discipulorum iussu factus. 1925
- De Brachylogi auctore coniectura. 1926